# آن بروشه
آن بروشه (فرانسوی: Anne Brochet‎؛ زادهٔ ۲۲ نوامبر ۱۹۶۶) هنرپیشه و کمدین اهل فرانسه است. وی از سال ۱۹۸۶ میلادی تاکنون مشغول فعالیت بوده‌است.
از فیلم‌هایی که وی در آنها نقش داشته‌است می‌توان به سیرانو دو برژراک، صورتک‌ها، بچه‌های پاریس، تمام صبح‌های جهان و گرد و غبار اشاره کرد.